# Шортанды (приток Ишима)
Шортанды — река в Акмолинской области Казахстана, правый приток Ишима. Длина реки — 36 км. Площадь водосборного бассейна — 339 км². 
Река берёт своё начало на западном склоне возвышенности (до 795 м), стекая с неё в виде ручьёв. У села Константиновка река формируется в один поток. Течёт на юго-запад. По правому берегу в неё впадает ручей Талдыозек. Протекает мимо озера Кенетай. Возле села Шортанды в неё по правому берегу впадает речка Красная. Далее Шортанды впадает в Ишим.
Половодье наблюдается в апреле. В особо засушливые года летом может пересыхать (1963, 1965 гг.). Питание, в основном, снеговое. 